# Afonso de Bragança, Marquês de Valença
Afonso de Portugal, depois Afonso de Bragança, o primeiro do apelido de Portugal (Lisboa, 1402? - 9 de agosto de 1460 na vila de Tomar), era filho primogénito de Afonso I de Bragança e, por via materna (Beatriz Pereira de Alvim, Condessa de Ourém) neto de Nuno Álvares Pereira. Os pais se casaram em 8 de novembro de 1401. Diz-se que «morreu cheio mais de merecimentos que de anos».

## Biografia
Teve os títulos de 4.º conde de Ourém e 1.º marquês de Valença (este último por mercê de Afonso V de Portugal em 11 de outubro de 1451), só não tendo sucedido à frente do ducado mais poderoso do país por ter falecido meses antes do pai, de quem era o filho primogénito, revertendo este a favor de seu irmão mais novo Fernando I de Bragança. Era igualmente o primogénito neto do Santo Condestável Nuno Álvares Pereira, imortalizado em suas Armas, alternando os escudetes de Portugal (seu principesco apelido) com as cruzes florenciadas dos "Pereira". Teve descendência legitimada e sempre admitida em toda a sua continuada genética nobiliárquica.
Era irmão de Isabel de Barcelos, a avó materna de Isabel I de Castela. O irmão Fernando seria o mais novo dos três.
Morreu um ano antes do pai, pelo que não o sucedeu no ducado de Bragança, após a morte do duque, foi Fernando, irmão de Afonso que se tornou no segundo duque de Bragança. Os descendentes do marquês não eram legítimos, pelo que não herdaram o ducado.

## Embaixada ao concílio
Diz dele Diogo Barbosa Machado no Tomo I da Bibliotheca Lusitana, página 21:  «Depois de cultivar aqueles estudos próprios de sua alta qualidade, se fez mais insigne no exercício das virtudes morais e políticas, pelas quais mereceu a estimação dos Príncipes do seu tempo. Resoluto seu tio o rei D. Duarte em mandar um embaixador ao concílio de Basileia,  que se tinha congregado para pacificar as largas discórdias entre a Igreja Grega e Latina, que depois foi transferido por Eugênio IV para Ferrara, o nomeou a ele, confiando da sua profunda capacidade, que felizmente desempenharia as obrigações do seu ministério.»
Continua a «Bibliotheca Lusitana»: «Acompanhado de D. Antão Martins, Bispo do Porto, dos Doutores Vasco Fernandes de Lucena, Diogo Afonso Manga Ancha, de Fr. João Tomé, eremita de Santo Agostinho, e Fr. João Gil, da religião seráfica, partiu de Lisboa a 21 de janeiro de 1435 e chegando a Bolonha a 24 de julho do mesmo ano, foi recebido pelo papa com inexplicáveis significações de paternal benevolência. Recitou a oração obediencial o Doutor Vasco Fernandes de Lucena na presença do Sumo Pastor, e do Colégio Cardinalício, sendo universalmente aplaudida pelas elegantes expressões com que declarava a profunda submissão do nosso Príncipe ao verdadeiro sucessor de São Pedro, cuja barca flutuava naquele tempo com um abominável cisma.»
«Concluído o concílio partiu de Florença D. Afonso e, movido da suma piedade de que era ornado, foi visitar os Lugares da Palestina, que o Redentor do mundo santificara com o seu Sangue, donde se restituiu ao Reino.»

## Embaixador outra vez
Deixou outra vez Portugal para acompanhar sua prima a Infanta D. Leonor, quando se foi casar com Frederico III, partindo de Lisboa a 20 de outubro de 1451 por general da armada que a conduziu a Livorno. Daí foram para Siena e Roma, e chegando a Roma a Infanta foi coroada, com seu esposo, por Nicolau V. O imperador o armou cavaleiro, «cuja honra para ser mais estimável fez companheiro a seu irmão Alberto, arquiduque de Áustria».

## Ourém
Fundou no ano 1445 a «insigne Colegiada de Ourém consignando-lhe copiosas rendas para a sustentação das Dignidades e Cónegos de que se compõe.» Seus restos foram trasladados em 1487 para a Colegiada, e na capela de baixo do coro jaz sepultado em soberbo mausoléu da autoria de Diogo Pires-o-Velho, onde está gravado o seguinte epitáfio:
- «Aqui jaz o Ilustre Príncipe D. Afonso, Marquês de Valença, conde de Ourém, primogénito de D. Afonso, Duque de Bragança, e conde de Barcelos, e neto del Rei D. João de gloriosa memória, e do virtuoso, e de grandes virtudes D. Nuno Alvares Pereira, Condestável de Portugal. Faleceu em vida de seu pai, antes de lhe dar a dita herança, de que era herdeiro, o qual foi fundador desta Igreja, em que jaz, cuja fama e feitos este dia florescem. Finou-se a 29 de agosto do ano do nascimento de Nosso Senhor Jesus Cristo de 1460 anos.»

## Apreciação geral
Neto primogénito do Condestável Nuno Alvares Pereira, filho  primogénito do primeiro duque de Bragança e figura  poderosa da Corte, foi partidário da cruzada contra o infiel; após a tomada de Ceuta, em 1415, apontava como destino o reino mouro de Granada, e não Tânger, como veio a suceder em 1437. Não obstante, acompanhou os infantes D. Henrique e D. Fernando à malograda expedição a Marrocos.
Após a morte de D. Duarte, com a regência do reino assumida pelo meio-irmão de seu pai, o Pedro, Duque de Coimbra, e a luta de bastidores que se assiste entre ambos, consegue evitar um embate quase fatal em Mesão Frio (Trás-os-Montes) entre os dois oponentes. Doravante, porém, tudo fará para azedar as relações entre o regente e o rei, envolvendo-se em intrigas palacianas que conduzirão Afonso V de Portugal, em 1448, a dispensar o apoio do Infante D. Pedro e, no ano seguinte, ao fatídico recontro de Alfarrobeira, nas proximidades de Alverca.
Diziam-no em segredo casado com Brites (morta em 1460 em Tomar) ou Beatriz de Sousa, filha de Martim Afonso de Sousa, senhor de Mortagua, e de sua mulher Violante Lopes de Távora. Chamaram-na «concubina de Afonso de Portugal-Bragança, Marquês de Valença». Era casada com Fernão de Sousa Camelo, 1.º senhor de Roças, que morreu em Tânger a 19 de janeiro de 1464, e irmã de Rui Toledo, 1.º Senhor de Beringel, Sagres e Nisa, e de Fernão, 1.º Senhor de Gouveia.
Foi grande impulsionador do desenvolvimento de Ourém, sede do seu domínio nobiliárquico, no século XV, tendo introduzido melhorias significativas no castelo da vila, construindo os torreões que constituíram a residência do conde anexos à fortificação medieval, criando assim dois edifícios distintos que levam a população de Ourém as referir-se-lhes como "Os Castelos". Tais construções, embora de traço vincadamente medieval, já denotam influências mouriscas e italianas, fruto das viagens de D. Afonso.
Foi sucedido no condado de Ourém por seu irmão Fernando I de Bragança; o título de Marquês de Valença só voltaria a ser usado pelo seu neto em sexta geração, no século XVIII.

## Descendência
D. Afonso não casou. Porém, diz-se que, quando morreu, havia sido contratado o seu casamento com D. Filipa, sua sobrinha, filha do infante D. João e de D. Isabel de Barcelos.
De D. Brites de Sousa nasceu em 1440 Afonso de Portugal, bispo de Évora, morto em 1522, também bispo de Elvas, que deixou geração de Filipa de Macedo: seu filho mais velho, Francisco, foi o 1° conde de Vimioso, seu filho mais novo, Martinho, foi Arcebispo do Funchal, e sua filha, D. Brites, morreu depois de 26 de junho de 1530.

## Ligções externas
- D. Afonso, 4º Conde de Ourém - Viagens, cultura visual e formação de um gosto, por Alexandra Leal Barradas, Medievalista, nº 2, 2006